# MIPS Technologies
MIPS, abans MIPS Computer Systems, Inc. i MIPS Technologies, Inc., és una empresa nord-americana de disseny de semiconductors sense fables que és més coneguda per desenvolupar l'arquitectura MIPS i una sèrie de xips de CPU RISC basats en ella. MIPS proporciona arquitectures i nuclis de processadors per a la llar digital, xarxes, incrustades, Internet de les coses i aplicacions mòbils.
MIPS es va fundar el 1984 per comercialitzar el treball que s'està duent a terme a la Universitat Stanford sobre l'arquitectura MIPS, un disseny RISC pioner. L'empresa va generar un intens interès a finals de la dècada de 1980, veient victòries de disseny amb Digital Equipment Corporation (DEC) i Silicon Graphics (SGI), entre d'altres. A principis de la dècada de 1990, el mercat estava ple de nous dissenys RISC i les victòries de disseny addicionals eren limitades. L'empresa va ser comprada per SGI el 1992, en aquell moment el seu únic client important, i va guanyar diversos dissenys nous a l'espai de la consola de jocs. El 1998, SGI va anunciar que farien la transició de MIPS i escindiria l'empresa.
Després de diversos anys operant com a casa de disseny independent, el 2013 la companyia va ser comprada per Imagination Technologies, més coneguda per la seva família de processadors gràfics PowerVR. Van ser venuts a Tallwood Venture Capital el 2017 i després comprats poc després per Wave Computing el 2018. Wave es va declarar en fallida el 2020, emergint el 2021 com a MIPS i va anunciar que l'arquitectura MIPS s'estava abandonant a favor dels dissenys RISC-V.

## Productes
MIPS Technologies va crear l'arquitectura del processador que té llicència per als fabricants de xips. Abans de l'adquisició, la companyia tenia més de 125 llicenciataris que envien més de 500 milions de processadors basats en MIPS cada any.
Les arquitectures i nuclis de processadors MIPS s'utilitzen en productes d'entreteniment domèstic, xarxes i comunicacions. L'empresa va llicenciar les seves arquitectures de 32 i 64 bits, així com els nuclis de 32 bits.
L'arquitectura MIPS32 és una arquitectura de conjunt d'instruccions (ISA) de 32 bits d'alt rendiment que s'utilitza en aplicacions com ara microcontroladors de 32 bits, entreteniment domèstic, dispositius de xarxes domèstiques i dissenys mòbils. Els clients de MIPS llicencian l'arquitectura per desenvolupar els seus propis processadors o llicències de nuclis comercials de MIPS que es basen en l'arquitectura.
L'arquitectura MIPS64 és una arquitectura de conjunt d'instruccions de 64 bits d'alt rendiment que s'utilitza àmpliament en equips d'infraestructura de xarxa mitjançant llicències MIPS com Cavium Networks i Broadcom.

## Famílies de nucli de processadors MIPS
Els nuclis del processador MIPS es divideixen per Imagination en tres grans famílies:
- Warrior: virtualització de maquinari, multiprocés de maquinari i SIMD
  - Classe M: M5100 i M5150, M6200 i M6250
  - Classe I: I6400, I7200
  - Classe P: P5600, P6600
- Aptiv: microAptiv (nucli de processador incrustat en temps real compacte), interAptiv (nucli multiprocessador, multiprocés amb un pipeline de nou etapes), proAptiv (nucli de processador súper escalar, profundament fora d'ordre amb una puntuació CoreMark/MHz alta)
- Clàssic. Famílies 4K, M14K, 24K, 34K, 74K, 1004K (multicore i multithreaded) i 1074K (superescalar i multithread).